# Arthur Pilbrow
Arthur Gordon Pilbrow (ur. 18 maja 1902 w Forest Hill, zm. 16 lipca 1987 w Beckenham) – brytyjski szermierz, brązowy medalista mistrzostw świata.
Podczas mistrzostw świata w Budapeszcie w 1933 roku (oficjalnie zawody tego cyklu rozgrywane są pod tą nazwą dopiero od 1937) Brytyjczycy w składzie: Charles de Beaumont, Craven Hohler, John Emrys Lloyd, Arthur Pilbrow i Oliver Trinder zdobyli brązowy medal w szabli drużynowej. 
Na igrzyskach olimpijskich w Berlinie w 1936 roku w turnieju drużynowym szablistów odpadł w ćwierćfinałach. Następnie wystąpił na igrzyskach olimpijskich w Londynie w 1948 roku, gdzie w szabli indywidualnej odpadł w pierwszej rundzie, a drużynowo dotarł do ćwierćfinałów. 
Czterokrotnie zdobywał mistrzostwo kraju w szabli indywidualnej: w latach 1932, 1935, 1938 i 1950. 